# FK Kareda Kaunas
FK Kareda Kaunas byl litevský fotbalový klub. Do roku 2000 sídlil ve městě Šiauliai. Poté, až do svého zániku v roce 2003 v Kaunasu. Dvakrát vyhrál mistrovství Litevské SSR (1969, 1977), dvakrát se stal mistrem samostatné Litvy (1997, 1998). Třikrát vyhrál litevský pohár (1974, 1996, 1999).

## Historické názvy
- 1935 - Sakalas Šiauliai
- 1954 - Statybininkas Šiauliai
- 1961 - Sakalas Šiauliai
- 1962 - Statybininkas Šiauliai
- 1990 - Sakalas Šiauliai
- 1995 - Kareda-Sakalas Šiauliai
- 1996 - Kareda Šiauliai
- 2000 - Kareda Kaunas